# Afleidingskanaal van de Kolme
Het Afleidingskanaal van de Kolme (Frans: Dérivation de la Colme) is een kanaal in het Franse Noorderdepartement dat de Broekburgvaart met de Kolme verbindt.
Het kanaal werd in 1932 gegraven en in 1967 nog verbreed. Het takt bij Koppenaksfoort af van de Broekburgvaart om ter hoogte van Kapellebroek in de Kolme uit te komen, waarmee een rechtstreekse verbinding voor het binnenvaartverkeer tot stand komt tussen de havens van Duinkerke, Sint-Omaars, de Nieuwegracht en verder naar onder meer Béthune en Rijsel.